# Enneapterygius randalli
Enneapterygius randalli är en fiskart som beskrevs av Fricke, 1997. Enneapterygius randalli ingår i släktet Enneapterygius och familjen Tripterygiidae. Inga underarter finns listade i Catalogue of Life.